# Anton Christian Wedekind
Anton Christian Wedekind, född 14 maj 1763 i Visselhövede, död 14 mars 1845 i Lüneburg, var en tysk historiker.
Wedekind var under en följd av år anställd vid civilförvaltningen i Hannover och blev senare Oberamtmann vid det till riddarakademi ombildade Michaelisklostret i Lüneburg. Bland hans arbeten kan nämnas Handbuch der Welt- und Völkergeschichte (1814; tredje upplagan 1824), Chronologisches Handbuch der neuern Geschichte (två band, 1816), omfattande tiden 1740–1816, och Tabula Valdemari, primi regis Daniæ (1817). 
Wedekind stiftade en fond, ur vilken vart tionde år tre pris, vart och ett på "1 000 thaler i guld", skulle utdelas till författare av de bästa avhandlingarna i tysk historia.